# Gundlahalli, Pavagada
Gundlahalli là một làng thuộc tehsil Pavagada, huyện Tumkur, bang Karnataka, Ấn Độ.